# Operacja Frühlingserwachen
Operacja Frühlingserwachen (z niem. „Wiosenne przebudzenie”; także operacja balatońska) – kryptonim ostatniej niemieckiej ofensywy podczas II wojny światowej. Atak rozpoczął się 6 marca 1945 roku na froncie wschodnim i skierowany był przeciwko oddziałom radzieckim i bułgarskim na Węgrzech w pobliżu jeziora Balaton.

## Historia
Główne siły niemieckie pochodziły z jednostek pancernych Waffen-SS, które brały udział w nieudanej ofensywie w Ardenach. Celem ofensywy było odbicie Budapesztu, zdobytego przez wojska radziecko-rumuńskie 13 lutego 1945 roku, oraz zabezpieczenie pól naftowych koło Nagykanizsy, ostatniego niemieckiego źródła ropy naftowej. Pomimo bardzo niekorzystnej pogody oraz warunków terenowych (grząska ziemia powodowała, że pojazdy bardzo łatwo się zakopywały) Niemcom udało się zaskoczyć Armię Czerwoną, a ich największej jednostce bojowej, 6. Armii Pancernej SS pod dowództwem Josefa Dietricha, udało się zdobyć znaczną połać terenu podczas pierwszego tygodnia ofensywy. Kiedy jednak radzieccy dowódcy zdali sobie dobrze sprawę z obecności kilku dywizji pancernych Waffen-SS, ruszyli w połowie marca do kontrataku. W ciągu kilku dni wojska niemieckie zostały zmuszone do powrotu na pozycje, z których rozpoczął się atak. Tym samym ofensywa zakończyła się niepowodzeniem.
Strategicznie operacja miała niewielkie znaczenie. Pokazała jednak, że jednostki Waffen-SS nadal posiadały spory potencjał militarny. Uwagę zwraca fakt, że niemieckim dywizjom pancernym z Waffen-SS, które brały udział w ofensywie w Ardenach, udało się tak szybko odtworzyć oraz stać się zdolnym do podjęcia walk w operacji "Frühlingserwachen". Klęska dywizji pancernych Waffen-SS, które były uważane za jednostki elitarne, spowodowała wybuch złości Adolfa Hitlera, który rozkazał żołnierzom z dywizji "Leibstandarte SS Adolf Hitler", "Das Reich", "Hohenstaufen" oraz "Hitlerjugend" usunięcie opasek SS z mundurów. Rozkaz nie miał właściwie żadnego znaczenia praktycznego, ponieważ wszystkie emblematy dywizji zostały odszyte po przybyciu na Węgry jako element kamuflażu 6. Armii Pancernej. Dietrich nigdy nie przekazał rozkazu Hitlera dowódcom swoich dywizji. Weterani SS są zgodni, iż Hitler wyraził w ten sposób swój gniew, zamierzając urazić dumę niegdyś elitarnych dywizji. Fakt ten jest często wspominany w literaturze dotyczącej historii II wojny światowej jako przykład zgorzknienia Hitlera i jego utraty zaufania wobec najlepszych jednostek wojskowych w końcowej fazie wojny.